# 1월 27일
1월 27일은 그레고리력으로 27번째(윤년일 경우도 27번째) 날에 해당한다.

## 사건
- 98년 - 트라야누스가 로마 제국의 황제가 되다.
- 1945년 - 아우슈비츠 강제 수용소가 소련의 붉은 군대에 의해 해방되다.
- 1989년 - 전두환 정부 시절 안기부장이었던 장세동이 비리 혐의로 구속 수감되었다.
- 2010년 - 조선민주주의인민공화국이 대한민국 서해 백령도 NLL부근에 해안포를 발사하였다.
- 2011년 - 이광재 강원도지사가 대법원에서 직역형을 선고받고 도지사직을 잃게 되었다.
- 2019년 - 보이그룹 워너원이 마지막 콘서트 2019 Wana One Concert [ Therefore ]을 끝으로 활동을 마무리했다.

## 문화
- 1988년 - 서울 여의도에 대한민국 국회도서관이 완공되었다.
- 2010년 - 애플이 아이패드를 공개되었다.
- 2012년 - ia/이아가 발표되었다.

## 탄생
- 1537년 - 조선의 문신, 정치인, 학자, 작가 정철(鄭澈). (~1594년)
- 1756년 - 오스트리아의 작곡가 볼프강 아마데우스 모차르트. (~1791년)
- 1775년 - 독일의 철학자 프리드리히 빌헬름 요제프 셸링. (~1854년)
- 1832년 - 영국의 수학자 루이스 캐럴. (~1898년)
- 1836년 - 오스트리아의 작가 레오폴트 폰 자허마조흐 (~1895년)
- 1859년 - 독일 제국의 3대 황제 빌헬름 2세. (~1941년)
- 1871년 - 대한민국의 관료, 독립운동가 이상설. (~1917년)
- 1879년 - 크로아티아의 작곡가 요시프 코소르. (~1961년)
- 1893년 - 중화인민공화국의 정치인, 쑨원의 부인 쑹칭링. (~1981년)
- 1908년 - 대한민국의 극작가 이석훈. (~?)
- 1919년 - 미국의 배우 로스 배그더세리언. (~1972년)
- 1920년 - 일본의 파일럿 니시자와 히로요시. (~1944년)
- 1921년 - 미국의 배우 도나 리드. (~1986년)
- 1928년 - 동독의 정치인 한스 모드로. (~2023년)
- 1929년 - 이집트의 기업인 모하메드 알파예드. (~2023년)
- 1930년 - 캐나다의 추기경 알로이시우스 암브로직. (~2011년)
- 1935년 - 대한민국의 법조인 정치인 이택돈. (~2012년)
- 1936년 - 대한민국의 야구 선수 김영덕. (~2023년)
- 1942년 - 대한민국의 국회의원 최병국.
- 1943년 - 대한민국의 방송 작가 김수현.
- 1944년 - 사라왁의 제5대 총리 아데난 사템. (~2017년)
- 1950년 - 대한민국의 배우, 前 정치인 최종원.
- 1951년 - 대한민국의 성우, 배우 한영숙. (~2006년)
- 1956년 - 대한민국의 배우 유지인.
- 1958년 - 대한민국의 배우 장미희.
- 1959년 - 미국의 언론인 키스 올버먼.
- 1960년 - 탄자니아의 정치인, 대통형 사미아 술루후 하산.
- 1961년
  - 대한민국의 정치인 김상조. (~2022년)
  - 미국의 배우 로이 피건.
- 1964년
  - 대한민국의 배우 이병준.
  - 대한민국의 권투 선수 백현만.
  - 대한민국의 경기도의원 김원기.
  - 미국의 배우 브리짓 폰다.
- 1965년
  - 대한민국의 배우 견미리.
  - 대한민국의 배우 임대호.
  - 대한민국의 행정공무원 김윤일.
  - 영국의 배우 겸 영화 감독 앨런 커밍.
- 1966년
  - 대한민국의 대법관 김상환.
  - 일본의 일러스트레이터 겸 게임 개발자, 만화가 스기모리 켄.
- 1967년 - 대한민국의 기자 김대오.
- 1968년 - 대한민국의 배우 박상면.
- 1969년 - 대한민국의 전 야구 선수, 현 야구 코치 박정태.
- 1970년 - 대한민국의 배우 임호.
- 1971년 - 미국의 래퍼, 프로듀서 릴 존.
- 1972년 - 영국의 싱어송라이터 마크 오언.
- 1973년 - 대한민국의 배우 · 방송인 · 전 아나운서 최은경.
- 1975년
  - 일본의 작가 아마미야 카린.
  - 대한민국의 공무원 이주희.
- 1976년
  - 대한민국의 래퍼 조PD.
  - 대한민국의 축구 선수 안정환.
  - 대만의 가수, 배우 린신루.
  - 대한민국의 전 아나운서 박소현.
  - 대한민국의 배우 김주일.
- 1977년 - 대한민국의 배구 선수 이혜린.
- 1978년 - 일본의 전 축구 선수 고바야시 요시유키.
- 1979년
  - 영국의 배우 로저먼드 파이크.
  - 일본의 성우 코야마 키미코.
- 1980년 - 대한민국의 농구 선수 이동준.
- 1981년 - 대한민국의 가수 애니.
- 1982년 - 잉글랜드의 전 축구 선수 리스 에번스.
- 1983년 - 대한민국의 배우 최윤슬.
- 1984년
  - 대한민국의 야구 선수 김태완.
  - 대한민국의 성우 최낙윤.
  - 대한민국의 희극인 김지석.
  - 대한민국의 가수 손준혁.
  - 대한민국의 싱어송라이터 한채윤.
- 1985년
  - 일본의 프로 레슬링 선수 히노 유지.
  - 포르투갈의 전 축구 선수 후벵 아모링.
- 1986년 - 대한민국의 성우 문유정.
- 1987년
  - 대한민국의 아나운서 김선신.
  - 대한민국의 가수 마이진.
  - 미국의 가수 애슐리 그레이스.
- 1988년 - 대한민국의 레이싱 모델 조세희.
- 1989년 - 대한민국의 싱어송라이터 비비.
- 1990년 - 대한민국의 배우 김재인.
- 1991년
  - 대한민국의 아나운서 강성규.
  - 대한민국의 가수 예아라.
- 1992년 - 대한민국의 연극배우 김형석.
- 1993년
  - 프랑스의 축구 선수 야야 사노고.
  - 대한민국의 가수 강고은.
- 1994년 - 대한민국의 축구 선수 김민준.
- 1995년 - 대한민국의 프로레슬링 선수 정서연.
- 1996년 - 대한민국의 가수 제이유나.
- 1997년
  - 일본의 축구 선수 이타쿠라 고.
  - 대한민국의 야구 선수 안상현.
- 1998년
  - 대한민국의 가수 키노 (펜타곤).
  - 대한민국의 피겨 스케이팅 선수 김레베카.
  - 대한민국의 배우 마현지.
  - 중화인민공화국의 스피드스케이팅선수 한메이.
- 1999년
  - 대한민국의 야구 선수 김혜성.
  - 이탈리아의 수영 선수 니콜로 마르티넨기.
- 2000년
  - 대한민국의 가수 오예린.
  - 대한민국의 배드민턴 선수 이유림.
- 2001년
  - 이탈리아의 수영 선수 토마스 체콘.
  - 대한민국의 가수 주은.
- 2003년
  - 대한민국의 정치인 한사형.
  - 대한민국의 가수 태영.
  - 대한민국의 축구 선수 박성훈.
- 2004년 - 대한민국의 가수 정승환.
- 2005년 - 대한민국의 양궁 선수 남수현.
- 2006년 - 대한민국의 배우 김수안.
- 2007년 - 일본의 아이돌 오카모토 카이리.
- 2008년 - 일본의 아이돌 야다 모에카.
- 2011년 - 대한민국의 트로트 가수 임서원.

### 미상
- 캐나다의 여성 장수자이며 前 트뤼도 행정부 예하 별정행정관 섬 잉 펑. (~2011년)

## 사망
- 98년 - 로마 제국의 황제 네르바. (30년~)
- 672년 - 제76대의 교황 교황 비탈리아노. (580년~)
- 1142년 - 송나라 남송 초기의 군인 악비. (1103년~)
- 1596년 - 영국의 해적, 군인, 탐험가 프랜시스 드레이크. (1540년~)
- 1652년 - 조선 중기의 문신 김자점.
- 1731년 - 이탈리아의 악기제조자이자 피아노의 발명가 바르톨로메오 크리스토포리. (1655년~)
- 1814년 - 독일의 철학자 요한 고틀리프 피히테. (1762년~)
- 1901년 - 이탈리아의 작곡가 주세페 베르디. (1813년~)
- 1924년 - 일본의 정치인 하세가와 요시미치. (1850년~)
- 1958년 - 독일 황제 오스카어 폰 프로이센 왕자. (1888년~)
- 1987년 - 대한민국의 목사 김재준. (1901년~)
- 2008년 - 인도네시아의 전(前) 대통령 수하르토. (1921년~)
- 2009년 - 미국의 작가 존 업다이크. (1932년~)
- 2010년 - 미국의 소설가 제롬 데이비드 샐린저. (1919년~)
- 2015년
  - 홍콩의 영화배우 하가구. (1948년~)
  - 미국의 물리학자 찰스 하드 타운스. (1915년~)
- 2017년
  - 영국의 배우 존 허트. (1940년~)
  - 프랑스의 배우 에마뉘엘 리바. (1927년~)
- 2018년 - 스웨덴의 기업인 잉바르 캄프라드. (1926년~)
- 2020년 - 대한민국의 소설가 최창학. (1941년~)
- 2021년
  - 미국의 영화배우 클로리스 리치먼. (1926년~)
  - 이란의 축구 선수, 축구 코치 메흐르다드 미나반드. (1975년~)
- 2022년 - 조선민주주의인민공화국의 정치인 리용무. (1925년~)
- 2023년 - 영국의 영화배우 실비아 사임스. (1934년~)
- 2025년
  - 멕시코의 영화배우 알마 로사 아기레. (1929년~)
  - 대한민국의 작가 윤대성. (1939년~)
  - 대한민국의 배우 장미자. (1941년~)
  - 대한민국의 시인 조기호. (1938년~)
  - 인도네시아의 영화배우 에밀리아 콘테사. (1957년~)
  - 대한민국의 언론인 홍종표. (1940년~)

## 기념일
- 국제 홀로코스트 희생자 추모의 날

## 같이 보기
- 전날: 1월 26일 다음날: 1월 28일 - 전달: 12월 27일 다음달: 2월 27일
- 음력: 1월 27일
- 모두 보기